# Genetter
Genetter eller ginstkatter (Genetta) är ett släkte bland de till rovdjurens ordning hörande viverrider (Viverridae).

## Etymologi
För betydelsen av släktnamnet Genetta, som på svenska blev genetter, finns olika teorier. Enligt den första är ordet sammansatt av det grekiska ordet gen (björn) och det latinska ordet etta (liten). Den andra teorin hävdar att namnet kommer från det franska ordet genêt för ginstsläktet. Teorin får stöd av det andra svenska trivialnamnet ginstkatt samt av olika trivialnamn i andra språk, Ginsterkatze (tyska) eller gato-gineto (portugisiska). Enligt den tredje teorin är namnets ursprung ett gammalt arabiskt ord (jarnait) för dessa djur som blev genette på franska. Ordet jarnait används däremot inte för genetter i det moderna arabiska språket.

## Kännetecken
De kännetecknas genom mycket långsträckt kropp, en naken, längsgående strimma på fotsulorna, femtåiga fram- och bakfötter med indragbara klor, lång svans och medelstora öron. 
Pälsen är vanligtvis grå eller beige med en påfallande svart mönstring. Det antas att det i varje art förekommer helt svarta individer. Dessa djur når en kroppslängd mellan 42 och 58 centimeter, en svanslängd mellan 39 och 53 centimeter samt en vikt mellan 1 och 3 kilogram.

## Utbredning och systematik
Det finns omkring tio arter i släktet som lever i Afrika med undantag av vanlig genett som även förekommer i södra Europa och på Arabiska halvön.

### Arter
Wilson & Reeder (2005) och IUCN listar 13 arter och vattengenett till släktet (se nedan):
- Genetta abyssinica, finns i Etiopien och angränsande regioner.
- Genetta angolensis, lever i Angola och Moçambique.
- Genetta bourloni, Liberia och angränsande stater.
- Genetta cristata, förekommer i ett mindre område i Nigeria och Kamerun. Listas som hotad art.
- Vanlig genett (Genetta genetta), förekommer i Spanien, Portugal och i stora delar av Afrika samt på den Arabiska halvön.
- Genetta johnstoni, förekommer i västra Afrika, från Guinea till Ghana.
- Genetta maculata, betraktas ibland som samma art som Genetta tigrina.
- Genetta pardina, västra Afrika.
- Genetta poensis, flera avskilda populationer.
- Skogsgenett (Genetta servalina), finns i centrala och östra Afrika.
- Västafrikansk genett (Genetta thierryi), lever på savanner i västra Afrika.
- Storfläckig genett (Genetta tigrina), lever i södra Afrika.
- Genetta victoriae, förekommer i östra Kongo-Kinshasa och Uganda.

Ibland räknas även arten vattengenett (Osbornictis piscivora) till släktet.

## Ekologi
Genetternas habitat utgörs av båda öppna gräsmarker och täta skogar. De lever ensamma och är aktiva under natten. Under dagen vilar de i bergssprickor, i håligheter i träd eller i bon som lämnats av andra djur. De har bra förmåga att klättra men letar vanligtvis på marken efter föda. Varje individ har ett revir som är upp till 8 kvadratkilometer stort. Dessa revir kan överlappa varandra men bara för individer av olika kön. De har möjlighet att avsöndra ett ämne som liknar mysk från sina analkörtlar. Dessutom har de olika läten för att kommunicera med artfränder.

### Föda
Genetter är allätare och livnär sig av mindre ryggradsdjur, insekter och frukter. Ibland klättrar de i träd för att komma åt fåglar och deras ägg. På marken smyger de långsamt fram till bytet.

### Fortplantning
Dessa djur kan fortplanta sig två gånger per år. Efter dräktigheten som varar i 56 till 77 dagar föder honan ett till fyra (oftast två eller tre) ungdjur. Honan har fullt ansvar för sina ungar. Hon tvättar dem, bär omkring dem i munnen och försvarar dem mot inkräktare, till och med mot ungarnas far om den skulle visa sig i honans närhet. Efter cirka två månader börjar ungarna med fast näring. De är efter ungefär två år könsmogna. Det finns inga säkra uppgifter om medellivslängden. Djur i fångenskap blev över 20 år gamla.